# Fladderak
Fladderak is een tegenwoordig als typisch Groningse beschouwde sterkedrank. De brandewijnachtige drank wordt gemaakt met onder andere citroen en kaneel.

## Oorsprong van de naam
Fladderak zou genoemd zijn naar de familienaam van een Groningse belastingophaler uit Onderdendam. Het was echter op veel plaatsen te koop, ook buiten Groningen, dus de herkomst van de naam is onzeker. Een alternatieve schrijfwijze was "fladderac", zoals gebezigd door de Firma Wevers & Zoon (WEZO) uit Enschede en de Firma De Haas uit Stadskanaal.

## Gebruik en ingrediënten
Vroeger werd fladderak vooral om de jaarwisseling gedronken. Ingrediënten zijn onder andere (kandij)suiker, citroenschillen, kaneel, kardemom, kruidnagel en saffraan.

## Hooghoudt en Groninger Genever Stokerij
Sinds 1933 wordt Fladderak ook gemaakt door distilleerderij Hooghoudt in de stad Groningen en sinds 2020 door de Groninger Genever Stokerij in Oostwold (Groningen). Rond 1900 werd jaarlijks 10.000 liter fladderak geproduceerd, maar de populariteit liep in de tweede helft van de 20e eeuw terug en in 1997 werden nog maar enkele tientallen liters verkocht. Toen de enige overblijvende fabrikant in 1997 meedeelde dat men met de productie wilde stoppen en er een veiling van de laatste Fladderak werd gehouden, ontstond er enige beroering. Veel met name oude en oud-Groningers wilden het nog eens proeven. Deze (iets) gegroeide vraag heeft de ondergang van het product tegengehouden. Ook het feit dat men het als regionaal product op de markt brengt, heeft meegeholpen.